# Aston Martin One-77
One-77 er en Aston Martin-superbil, der kun bliver produceret i 77 eksemplarer. Bilen blev fremvist første gang ved Paris Motor Show 2008, men her var det meste af bilen dækket af et skræddersyet dækken. Bilen afsløredes helt første gang på Geneve Motor Show i 2009.

## Specifikationer
Bilens chassis vil udelukkende være lavet af kulfiber, og et håndlavet karrosseri af aluminium. Motoren vil være en 7.3 l V12 med mere end 700 hk, og gearboksen er en forbedret udgave DB9'erens 6-trins semiautomatiske gearboks. Bilen vil desuden være udstyret med justerbar affjedring med dynamisk stabiliseringsprogram.